# Aari McDonald
Aarion Shawnae „Aari” McDonald (ur. 20 sierpnia 1998 we Fresno) – amerykańska koszykarka występująca na pozycjach rozgrywającej lub rzucającej, obecnie zawodniczka Atlanty Dream, w WNBA.

## Osiągnięcia
Stan na 16 czerwca 2022, na podstawie, o ile nie zaznaczono inaczej.
NCAA
- Wicemistrzyni NCAA (2021)
- Uczestniczka rozgrywek Sweet 16 turnieju NCAA (2017, 2021)
- Mistrzyni turnieju Women’s National Invitation Tournament (WNIT – 2019)
- Koszykarka roku konferencji Pac-12 (2021)
- Defensywna zawodnika roku Pac-12 (2020, 2021)
- Laureatka nagród:
  - Ann Meyers Drysdale Award (2020)
  - Arizona Athletics Female Co-Sophomore of the Year (2019)
- Zaliczona do:
  - I składu:
    - WBCA All-American (2020, 2021)
    - Pac-12 (2019–2021)
    - defensywnego Pac-12 (2019–2021)
    - najlepszych pierwszorocznych zawodniczek Pac-12 (2017)

  - II składu All-American (2020, 2021 przez Associated Press, USBWA)
- Liderka wszech czasów Arizona Wildcats w średniej punktów

WNBA
- Zaliczona do I składu debiutantek WNBA (2021)[2]